# SPE-Maßnahme
SPE-Maßnahme ist ein Begriff aus dem deutschen Recht der Bauleitplanung und steht als Abkürzung für Maßnahmen zum Schutz, zur Pflege und zur Entwicklung (SPE) von Boden, Natur und Landschaft. 
Flächen für SPE-Maßnahmen können in einem Flächennutzungsplan dargestellt sowie in einem Bebauungsplan festgesetzt werden (§ 5 Abs. 2 Nr. 10, § 9 Abs. 1 Nr. 20 BauGB). Die Grenzen des Entwicklungsgebots des § 8 Abs. 2 Satz 1 BauGB sind dabei auch gewahrt, wenn in einem Bebauungsplan „Flächen zum Schutz, zur Pflege und zur Entwicklung von Boden, Natur und Landschaft“ im Sinne des § 9 Abs. 1 Nr. 20 BauGB festgesetzt wurden, die im Flächennutzungsplan als „Wald“ im Sinne des § 5 Abs. 2 Nr. 9 Buchst. b BauGB dargestellt sind.

## Abgrenzung
SPE-Maßnahmen sind zu unterscheiden von Maßnahmen zur Vermeidung und zum Ausgleich voraussichtlich erheblicher Beeinträchtigungen des Landschaftsbildes sowie der Leistungs- und Funktionsfähigkeit des Naturhaushalts. Diese nach dem Bundesnaturschutzgesetz (BNatschG) erforderlichen Ausgleichsmaßnahmen sind gesondert geregelt (§ 1a, § 5 Abs. 2a, § 9 Abs. 1a  BauGB, § 18 Abs. 1 BNatschG). Einer Gemeinde steht nur für Flächen, für die Ausgleichsmaßnahmen im Sinne des § 1a Abs. 3 BauGB festgesetzt sind, ein Vorkaufsrecht nach § 24 Abs. 1 Nr. 1 BauGB zu, nicht für Flächen zum Schutz, zur Pflege und zur Entwicklung von Boden, Natur und Landschaft. 

## Bedeutung
Der in § 9 Abs. 1 Nr. 20 2. Alt. BauGB verwendete baurechtliche Maßnahmenbegriff ist enger als der naturschutzrechtliche. Wie der Einleitungshalbsatz des § 9 Abs. 1 BauGB ausdrücklich klarstellt, dürfen zulässige Bodennutzungen durch Festsetzungen nach allen Nummern dieser Vorschrift nur aus städtebaulichen Gründen gesteuert werden. Die Regelung des § 9 Abs. 1 Nr. 20 Alt. 2 BauGB enthält keine „ökologische Generalklausel“. Denn es ist nicht Aufgabe der Bauleitplanung, sinnvolle ökologische Ziele ohne gleichzeitig gegebene städtebauliche Rechtfertigung durchzusetzen. SPE-Maßnahmen dienen daher nicht zur Kompensation eines Eingriffs in den Naturhaushalt, sondern einer davon unabhängigen städtebaulichen Entwicklung, wenngleich sie in vielen Fällen der Sicherung von Flächen für die Durchführung von späteren Ausgleichsmaßnahmen dienen.
Die Ausweisung einer SPE-Fläche bedeutet dabei lediglich eine Belastung mit einem Recht der Gemeinde, jedoch noch keinen Entzug des Eigentums. Die entsprechenden Festsetzungen des Bebauungsplans lösen keine Handlungsverpflichtungen der privaten Grundeigentümer aus. Wenn die Gemeinde diese Flächen in Anspruch nehmen will, muss sie sich mit den Eigentümern vertraglich einigen oder entsprechende gesetzlich vorgesehene Verfahren wie das Umlegungsverfahren oder eine Enteignung (§ 85 Abs. 1 Nr. 1 BauGB) einleiten, in denen die Rechte der Grundstückseigentümer gewahrt werden. Bis dahin ist der Eigentümer in der bisherigen Nutzung durch die SPE-Festsetzung nicht beeinträchtigt.
Soweit einem Grundeigentümer durch die Festsetzung von Flächen zum Schutz, zur Pflege und zur Entwicklung von Boden, Natur und Landschaft Vermögensnachteile entstehen, ist er gem. § 40 Abs. 1 Nr. 14 BauGB zu entschädigen.

## Einzelne Maßnahmen
Mögliche SPE-Maßnahmen sind beispielsweise:
- die Festsetzung von Anforderungen an eine bodenschützende Befestigung von Stellplatzflächen oder Einschränkungen der Versiegelung von Grundflächen oder deren Entsiegelung zum Schutz des Bodens,
- die Entwicklung von Wiesen durch die Einsaat von Wiesengräsern und Kräutern oder die Anlage von mindestens drei Feldgehölzgruppen auf einer Fläche von jeweils mindestens 500 m² mit bestimmten Gehölzen zur Entwicklung von Natur und Landschaft.

Vorgaben für die zeichnerische Darstellung der SPE-Flächen und -Maßnahmen im Bebauungsplan enthält Nr. 13 der Anlage zur Planzeichenverordnung.